# Aropa Records
Aropa Records is een Nederlands platenlabel voor elektronische dansmuziek. Het is een sublabel van Armada Music en bestaat sinds 2009. Het label wordt geleid door Dash Berlin.
Op het label is muziek uitgebracht van onder meer Dash Berlin, Hoyaa, Paul Trainer, Faruk Sabanci, Space Rockerz en James Dymond. 